# Safe Harbor (film 1984)
Safe Harbor è un film televisivo del 1984 diretto da Michael Ray Rhodes.

## Trama
Il giovane Eddie vive in strada con i suoi amici. Ferito in uno scontro con uno strozzino, il ragazzo tenta la fuga e finisce alla deriva in mare. Salvato da un pescatore giapponese e da sua nipote, Eddie tenterà invano di costringerli a riportarlo sulla terraferma e alla fine deciderà di aiutarli nel loro lavoro.
Terminata la pesca, la barca torna a terra ed il ragazzo si trova combattuto se tornare alla sua vita di prima o restare con le uniche due persone che gli hanno mostrato rispetto ed affetto.